# Hoplerythrinus unitaeniatus
Hoplerythrinus unitaeniatus és una espècie de peix de la família dels eritrínids i de l'ordre dels caraciformes.

## Morfologia
- Els mascles poden assolir 25 cm de longitud total.[4][5]

## Alimentació
Menja invertebrats aquàtics i, en menor quantitat, peixos.

## Hàbitat
És un peix d'aigua dolça i de clima subtropical (23 °C-27 °C).

## Distribució geogràfica
Es troba a Sud-amèrica: conques dels rius São Francisco, Amazones, Paranà, Orinoco i Magdalena, i rius costaners de la Guaiana, Surinam i la Guaiana Francesa.

## Observacions
Regularment es dirigeix a la superfície de l'aigua per respirar i, fins i tot, pot sobreviure durant llargs períodes fora de l'aigua, la qual cosa el fa vulnerable a la depredació per les anguiles elèctriques.